# Grenze zwischen Armenien und Iran

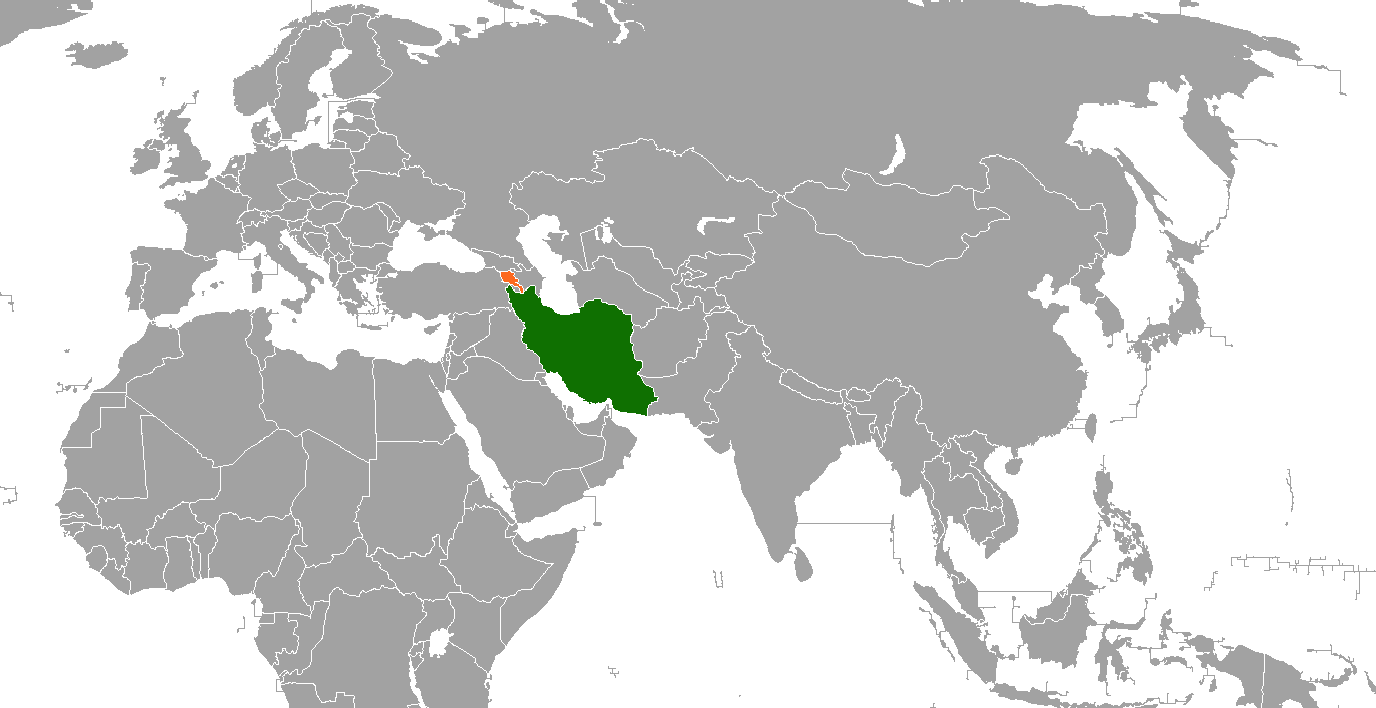
Orange: Armenien, grün: Iran

Die Grenze zwischen Armenien und Iran (armenisch Հայաստան–Իրան սահման; persisch مرز ارمنستان-ایران) hat eine Länge von 44 km und verläuft vom Dreiländereck mit der aserbaidschanischen Autonomen Republik Nachitschewan im Westen (38° 50' 41" N, 46° 08' 25" E) zum Dreiländereck Armenien – Iran – Aserbaidschan (38° 52' 06" N, 46° 32' 05" E) im Osten. Die Grenze wird seit 1992 von Wachen des russischen Inlandsgeheimdienstes bewacht. Am 8. Oktober 2024 kündigten der armenische Premierminister Nikol Paschinjan und der russische Präsident Wladimir Putin eine Vereinbarung an, die den Abzug der russischen Grenzbeamten vom armenisch-iranischen Grenzübergang ab dem 1. Januar 2025 regelt. Im Rahmen des Abkommens wird die Verantwortung für den Betrieb des Kontrollpunkts vollständig auf die armenischen Grenzschutzbehörden übertragen.

## Verlauf

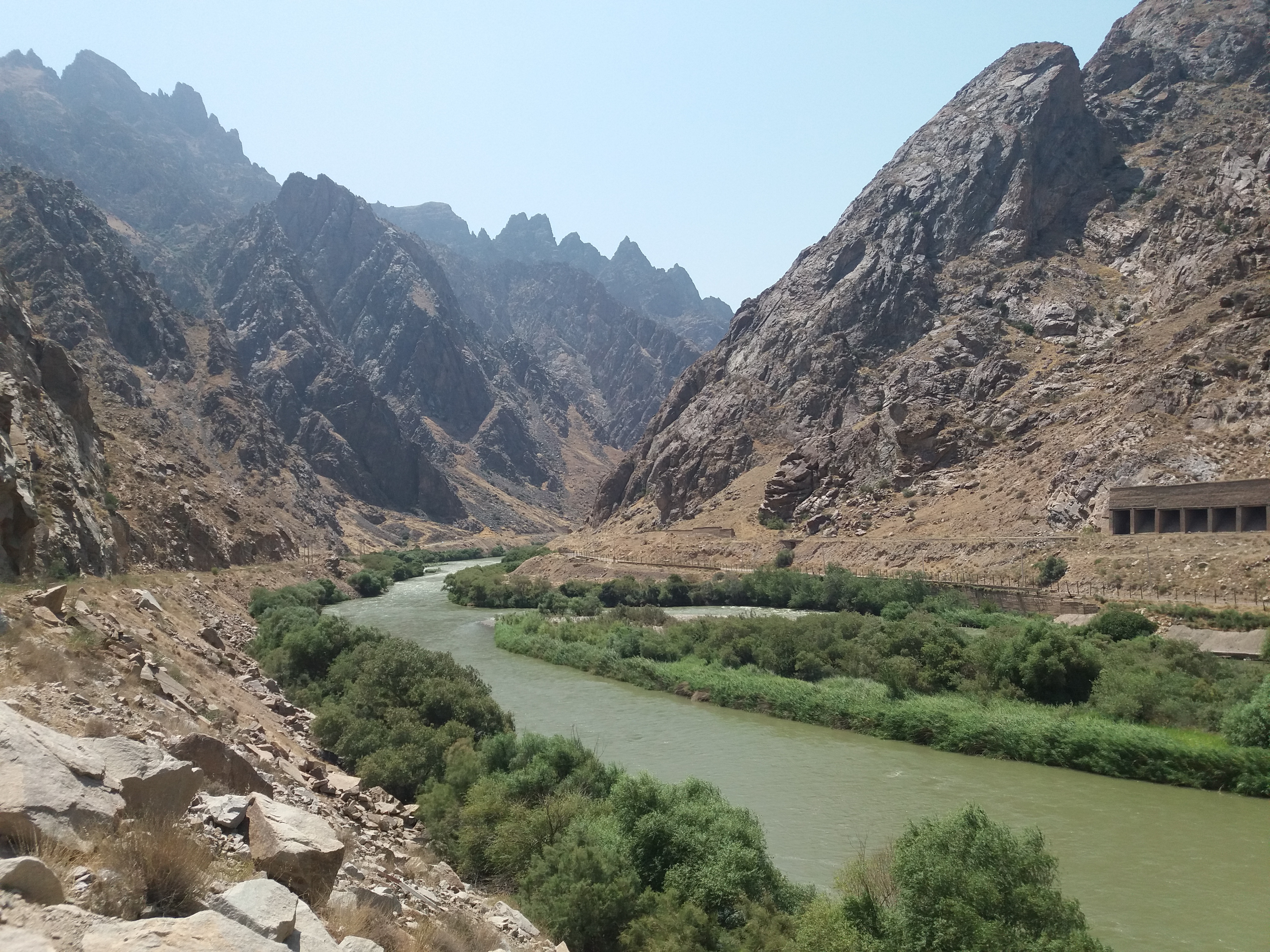
Der Aras bei Nurduz/Agarak

Die Grenze folgt auf ihrer ganzen Länge dem Lauf des Flusses Aras. Die infolge des Bergkarabachkonflikts mehrfach unterbrochene Europastraße 002 folgt dem Nordufer das Aras.

## Geschichte
Der Grenzverlauf geht auf das 19. Jahrhundert und die Expansion des russischen Zarenreichs im Südkaukasus zurück, als Russland das heutige Aserbaidschan und Teile Armeniens bis zum Aras unterwarf. Nach dem russisch-persischen Krieg von 1826 bis 1828 wurde am 22. Februar 1828 der Friede von Turkmantschai geschlossen, der zur Festlegung der russisch-persischen Grenze auf den Fluss Aras führte.
In der Folge der russischen Oktoberrevolution bildete sich im Dezember 1922 als Teil der Sowjetunion die Transkaukasische Sozialistische Föderative Sowjetrepublik als Nachfolgerin der 1918 gegründeten kurzlebigen Transkaukasischen Demokratisch-Föderativen Republik, die aus Armenien, Aserbaidschan und Georgien bestand. Nachitschewan kam dabei als Exklave zu Aserbaidschan. Dadurch entstand die nur 44 km lange Grenze zwischen Armenien und Iran. Die Auflösung der Transkaukasischen Republik in ihre drei Bestandteile erfolgte 1936. Kleinere Grenzkorrekturen zugunsten Irans wurden 1954 vereinbart; sie betrafen nur den aserbaidschanischen Anteil. Infolge der Auflösung der Sowjetunion im Jahr 1991 wurde die Grenze zur internationalen Grenze zwischen Armenien und der Islamischen Republik Iran.

## Grenzübergang
Der einzige Grenzübergang befindet sich im armenischen Agarak (Meghri). Die Grenze wird von der 2007 eröffneten Iran-Armenien-Erdgaspipeline gequert.